# Marcus Tullius Cicero
Marcus Tullius Cicero (erasmusi ejtéssel: cicero, restituált ejtéssel: kikero; Arpinum, Kr. e. 106. január 3. – Formiae, Kr. e. 43. december 7.) ókori római író, filozófus és politikus. Kortársai – köztük politikai ellenfelei is – ragyogó, már-már boszorkányos tehetségű szónoknak tartották, de írásai is remekművek. Mindenképp az antik irodalom egyik óriása, de a tankönyvek általában abban is megegyeznek, hogy ő az antik széppróza legnagyobb mestere. Ehhez hozzájárul az is, hogy azon kevés ókori szerzők közé tartozik, akiknek művei nem töredékesek. Számtalan (magán)levele, bírósági vád- és védőbeszéde, filozófiai és esztétikai értekezése túlélte az évezredeket. Filozófusként is számottevő (elsősorban a sztoikus iskolához sorolható, de még inkább „eklektikus”, az iskolákból neki tetsző tanokat vegyítő filozófusnak szokás minősíteni).
Politikusi karrierje is rendkívüli, nemzetségéből elsőként (homo novus) tölthetett be állami tisztségeket (aedilis, praetor), végül egész a konzulságig eljutott, s e minőségében elsősorban az ő nevéhez fűződik az „államellenesnek” tartott (ma populistának mondanánk) Catilina-féle összeesküvés (coniuratio Catilinae) leleplezése, amiért a szenátus magas kitüntetésben (pater patriae – A Haza Atyja) részesítette. Élete erőszakos halállal ért véget, mivel a köztársaságkor végének köztársaságpárti politikusaként többször is a vesztes oldalra állt. Az utókor nem egységes politikájának megítélésében: hogy csak a szélsőségeket említsük, egyesek (például marxista regényírók[forrás?]) a köztársaság népellenes plutokrata elitjének hiú, törtető, kapzsi, cinikus, demagóg, és maradi szolgájaként festik le, míg mások a szabadság, a hagyományok és a régi értékek bátor védelmezőjének a kibontakozóban lévő emberellenes, egyeduralmi diktatúrával szemben.
Érdekesség, hogy állítólag ő találta meg Arkhimédész szicíliai sírját, melyet a helyi görögök már elfeledtek, és nem tudtak megmutatni az utazóknak.

## Élete

### Család, tanulmányok
A latiumi Arpinumban született Kr. e. 106-ban, apja római lovag. Quintus nevű öccsével együtt gondos képzésben (filozófia, retorika, jog, poétika) részesült. Tanulmányai során széles körű filozófiai műveltséget szerzett, legnagyobb hatással azonban valószínűleg az apámeai Poszeidóniosz volt rá.

### Szónoki és politikusi karrier
Első nyilvános fellépése, a Quinctius érdekében tartott beszéde (Pro Quinctio, Kr. e. 81) volt, amellyel győzelmet aratott az abban az időben a legnagyobb római szónoknak tartott Quintus Hortensius Hortalus felett, ismertté tette nevét és megnyitotta útját a politikai felemelkedéshez. Korán népszerűségre tett szert igen bátor, a hatalmasságokat sem kímélő, túlkapásaikat leleplező védő- és vádbeszédeivel. Ezek közé tartozik a Sulla dictator ellen is irányuló beszéde (Pro Roscio Amerino, Kr. e. 80); melynek eredményeképp el kellett menekülnie Rómából; Kr. e. 79-ben Görögországba utazott. A kényszerű száműzetés időszakát a görögországi retorikamesterektől való tanulással töltötte ki Athénban, majd Rodoszon.
Hazatérése után quaestorrá választották, a szicíliai ügyek intézésével bízták meg (ez időszakban írja és mondta el a korrupt szicíliai kormányzó, Verres elleni beszédeit, a Verrinákat). Rómában elnyerte az aedilisi, praetori tisztségeket; Kr. e. 63-ban pedig a consulságot (társa ez utóbbi két hivatalban Caius Antonius Hybrida). Praetorsága idején mondta el azt a beszédét (Pro lege Manilia avagy népszerű címén a De imperio Cn. Pompei), amellyel elérte, hogy a Mithridates pontusi király elleni háború vezetését Pompeiusra bízzák. Consulként vitatható törvényességű eszközökkel fojtotta el az első igazán komoly erőszakos populista mozgalmat, a Catilina-féle összeesküvést, vezetőit sikerült száműzetnie, ő maga pedig megkapta a pater patriae ("a haza atyja") címet.
A popularisok mozgalmait azonban ezzel nem sikerült végleg felszámolni. Megalakult az első triumvirátus, melynek vezetőjével, Caesarral és híveivel (elsősorban Clodius néptribunussal) szembekerült, akiknek végül, Catilina híveinek bírói ítélet nélküli kivégeztetésére hivatkozva, sikerült másfél évre száműzniük Rómából (Kr. e. 58.). A Palatinuson lévő házát lerombolták és helyére Libertas istennő szentélyét állították fel. Rómába való visszatérését nagyon sokan ünnepelték, de régi befolyását nem sikerült visszaszereznie. A Caesar és Pompeius hívei közti polgárháborúban (amely Kr. e. 48-ban a pharsalusi csatában Caesar győzelmét hozta) ismét a Caesar-ellenes oldalra állt. Később, személyes beszélgetésük hatására Caesar megkegyelmezett neki, és megengedte, hogy Rómában éljen. Itt, Caesar meggyilkolásáig – melyben, tevőlegesen nem vett részt, sőt az összeesküvésről nem is tájékoztatták az elkövetők – visszavonultan élt, esztétikai és filozófiai művein dolgozott. Ettől függetlenül a merényletben egyértelműen a köztársaság megmentését látta és a gyilkosokat többször is méltatta nyilvánosan. Azonban nem számolt azzal, hogy Caesar türelmes, béketűrő és józan jellemével szemben egy olyan ember kezébe kerül ezzel a hatalom, aki minden tekintetben ellentettje a nagy hadvezérnek. Ez volt Marcus Antonius, unokája Marcus Antonius Oratornak, fia Marcus Antonius Creticusnak és unokaöccse Cicero hajdani consultársának, Caius Antonius Hybridának. Antonius már régóta gyűlölte Cicerót, aki nevelőapját, Publius Cornelius Lentulus Surát kivégeztette a Catilina-féle összeesküvés során.
Az Antonius és Octavianus (a későbbi Augustus) közti konfliktusban a később győztes oldalra, Octavianuséra állt, ez azonban mégis végzetes hibának bizonyul. Octavianus és Antonius szövetséget kötött, és megalakult a második triumvirátus, Antoniusnak pedig sikerült elfogadtatnia a triumvirekkel azt a halállistát (proscriptiós listát), melyen Cicero neve is szerepelt. Cicero megpróbált elmenekülni Rómából, de a formiaei villájához közeli tengerparton, vagyis a mai Vindición – a helyszín nevét a latin vindìco=vendicare=bosszút állni szóból kapta) – utolérték. Fejét még éltében levágták (ügyetlenkedve, szinte lefűrészelték Appianosz szerint) a helytelen gondolatokért, kivágták a nyelvét a kimondott szavakért, s jobb karját a leírt mondatokért. Ezt követően Antonius, feleségének, Fulviának adta a nyelvet, amit az gyűlölködve hajtűjével átszúrt. Cicero fejét Antonius hosszú időn keresztül minden étkezéséhez az asztalára tetette, amíg olyan undorító állapotba került, hogy már az étvágyát is elvette. Ezután elrettentésképp közszemlére tette egy karón Cicero fejét Rómában, a Forumon. Karját (egyes források szerint a kézfejeit) a Senatus kapujára szegeztette.

### Magánélete
Cicero kétszer házasodott, egyszer harminc-, másodszor 60 éves korában. Egyetlen szeretett leánya, Tullia szülés közben fiatalon meghalt. Sírjának fennmaradt romjai apja későbbi sírjához közel találhatóak Formiában.
Sokat prédikált ellenfelei erkölcsi züllöttségéről; s bár sok jellemgyengeséggel vádolták, egy biztos: magánélete példamutató és kikezdhetetlen volt, ellentétben ellenfeleivel, akik igen szabados, a régi nemességet megbotránkoztató erkölcsökről tettek tanúbizonyságot, és legtöbben kétes körülmények közt szerezték vagyonukat.

## Munkássága
Cicero – aki példaképének Démoszthenészt tartotta – kétségkívül az irodalmi stílus elméletének és gyakorlatának mestere volt. Szónoklatai mind formai, mind tartalmi szempontból mintaadó remekek. Azonban ettől eltekintve irányzatba, stílusba sorolása nem egységes: egyesek szerint a dagályosságra és barokkos szónoklatcicomázásra törekvő asianizmus szónoki irányzatának követője volt, mások inkább az egyszerűségre és világosságra törekvő attikai stílusirányzathoz sorolják. Élete során 58 beszédet írt.
Művészi szintre fejlesztette a szónoki körmondat, szaknyelven periódus alkalmazását. Ez nemcsak gondolati, hanem az ezt támogató időmértékes ritmuselemeket is tartalmaz, ez a zenei elem is hozzájárul a mondatvezetés gördülékennyé, hatásossá, esztétikussá tételéhez, és nem utolsósorban jobb megjegyezhetőségéhez. A metrum különösen a mondatvégeken szembetűnő (quamdiu etiam furor iste tuus nos eludet [-*- **- ** | -**- | – **-]. A filológusok szerint Cicerónak voltak „kedvenc” mondatzáró ritmusai (clausulák) is, melyekhez hasonlóakat a kor más szónokai is alkalmaztak (stílusirányzattól
függően).
A formai elemek mellett tartalmilag szónoki műveit a világos, rendkívül erőteljes (ellenfelei szerint túlzó és demagóg) fogalmazás, és a tartalmilag telített, sokszor a köznapi élethez kapcsolódó, de nem közhelyes szóképek, hasonlatok, kifejezések jellemzik (s ezért az egyszerűbb emberek számára nem csak gondolatokat, hanem inkább érzéseket közvetít és indulatokat vált ki).
Szónoklatai, illetve ezek írásban kiadott formái a csúsztatásoktól sem mentesek. Egyes filológusok szerint olyan részletek is szerepelnek bennük, melyek az élőbeszédben nem hangozhattak el (mivel jóval később történtek). Az tény, hogy a Verrinákat, és valószínűleg a Catilina elleni beszédeket is, különféle okokból, átszerkesztve adta ki.
De az élőbeszédben is annyira erőteljesen képes fogalmazni. Amikor Catilina gyilkos szándékairól beszél, nem felejti el a gladiátorok által használt rövid tőrt, a sicát említeni az általa használt fegyverként, utalva arra a gyanúra, hogy fel akarja lázítani a rabszolgákat (ez egy római politikus ellen a lehető legsúlyosabb vád volt, súlyosabb, mint egy „szimpla” hazaárulás). Akár igaz volt ez, akár nem, egy kimondott vád ellen lehet védekezni, de az ilyen, kiváló helyzetfelismerő képességgel alkalmazott szóképek ellen természetesen nem: a megvádolt személy vagy elsiklik a vád felett, ami nyilván nem jó, vagy pedig védekezni kényszerül (ami szintén már egy hátrányos pozíció). Cicero egyébként is bevallottan az érzelmekre alapozó szónoklatok híve volt (ezt a véleményét a modern pszichológia teljes mértékben igazolta): egyik ismerősének azt ajánlotta, ha egy anyát vagy gyermekes apát véd a bíróságon, ne habozzon annak gyermekével a karján megjelenni a bírák és a közönség előtt, mert az ilyesminek nagy hatása van. Az effajta fogások, melyeket ma demagógiának minősítenénk, egyébként akkor teljesen szokásosak és elfogadottak voltak: a szónoklatokat illett erőteljes hangulati elemekkel (hanghordozásváltoztatás, latinosan széles, temperamentumos gesztikuláció) tarkítva előadni.

### Filozófiai munkássága
Cicero vallotta, hogy a szónoknak a jogi és történelmi ismeretei mellett a filozófiában is jártasnak kell lennie; még ifjúkorában, alighogy tanulmányait befejezte Rómában, Görögországba ment, Athénban és Rhodosz szigetén valamennyi uralkodó filozófiai irányzattal megismerkedett és behatóan foglalkozott. Különösen rhodoszi mestere, az apámeiai Poszeidoniosz (i. e. 135-84) tanítása hatott rá: filozófiai felfogásának kialakulására és írói tevékenységére.
Cicero különösen sokat tett a filozófia népszerűsítése érdekében. Jól ismerte a régi nagy iskolák tanításait (Platónt, Arisztotelészt), a Szókratész és Platón módszereit felújító újakadémikusok, valamint a sztoikus és epikureus mesterek tanítását, s azok alapelveit – eredetiségre alig törekedve – érthető formában, gyakran népszerűsítő céllal, latin nyelven fejtette ki. Anélkül, hogy egyetlen iskola mellett kötelezte volna el magát – mint korának legtöbb gondolkodója -, válogatva alakította ki a maga filozófiai nézetét, ezért eklektikusnak nevezzük. Írásaiban nagymértékben függ a görög mintáitól, de filozófiai témái többségükben a kor Rómájának kérdéseihez kapcsolódnak.
Rómában előtte nem is volt latin nyelvű filozófia, kortársával, az epikuroszi filozófia tanait verses formában – tankölteményben – megfogalmazó Lucretiusszal egyidejűleg teremtette meg a latin filozófiai próza műnyelvét. Nem vallotta magát filozófusnak, jószerivel csak élete otiumaiban, kényszerű pihenőiben vigasztalta magát filozófiával. („Fordítások ezek, nem kerülnek különös fáradságomba, csak a szavakat adom, abból pedig van bőven” – írja Atticusnak filozófiai írásairól.)
Filozófiai műveihez soroljuk Cicero államelméleti műveit (például: De re publica, De legibus), erkölcstani műveit (például: Tusculanae disputationes, De finibus bonorum et malorum, Cato maior de senectute, Laelius de amicitia és De officiis), valamint teológiai műveit (például: De natura deorum, De fato, De divinatione)

## Néhány idézet
- O tempora, o mores! – Ó idők, ó erkölcsök! (Catilina ellen I.)
- Cicero szónoki stílusát jól érzékeltetik a Catilina elleni első beszéd kezdősorai:

Quo usque tandem abutere, Catilina, patientia nostra? quam diu etiam furor iste tuus nos eludet? quem ad finem sese effrenata iactabit audacia? Nihilne te nocturnum praesidium Palati, nihil urbis vigiliae, nihil timor populi, nihil concursus bonorum omnium, nihil hic munitissimus habendi senatus locus, nihil horum ora voltusque moverunt? Patere tua consilia non sentis? constrictam iam horum omnium scientia teneri coniurationem tuam non vides? Quid proxima, quid superiore nocte egeris, ubi fueris, quos convocaveris, quid consilii ceperis, quem nostrum ignorare arbitraris?
O tempora, o mores! senatus haec intellegit. Consul videt; hic tamen vivit. Vivit? immo vero etiam in senatum venit, fit publici consilii particeps, notat et designat oculis ad caedem unumquemque nostrum. (Catilina ellen I.)
Fordítás: Ugyan meddig élsz vissza, Catilina, még a türelmünkkel? Meddig űz még eszeveszett dühöd gúnyt belőlünk? Mely határig hányja-veti magát zabolátlan vakmerőséged? Hát sem a Palatium éjjeli őrzése, sem a nép rettegése, sem a legderekabbak összesereglése, sem a senatus üléshelyének megerősítése, sem a senatorok arca-tekintete, semmi sincs rád hatással? Terveid lelepleződtek, nem veszed észre? Bilincsekbe verve valamennyiünk tudatában összeesküvésed, nem látod? Hogy a mára virradó meg az előző éjjel mit műveltél, hol voltál, össze kiket hívtál, velük mifélékről tanácskoztál, melyikünk nem tudja, mit gondolsz?
Óh idők, óh erkölcsök! A szenátus mindezt tudja, a konzul is látja, ez itt mégis tovább él. Él?? Sőt, még a szenátusba is eljön, részt vesz az üléseken, és szemeivel egyenként választ ki, jelöl meg minket legyilkolásra.
(De – természetesen – a beszéd nem alaptalan vádaskodások halmozása. E sorok után a szónoklat alapos és tényszerű érveléssel folytatódik, melyben Cicero részletesen beszámol Catilina mozgolódásáról, az ő és társai szervezkedéséről (általában tanúvallomásokat is meghallgatott a bíróság ezzel kapcsolatban), hogy hol és mikor kivel és mit beszéltek meg, ismerteti az esetleg ide vágó törvényeket, és intézkedéseket javasol.)

## Fontosabb művei

Opera omnia, 1566

- Catilina ellen I. (Oratio in Catilinam prima)
- Catilina ellen II. (Oratio in Catilinam secunda)
- Verres ellen (Orationes in Verrem)
- A szónok (De Oratore...) De Oratore ad Quintum fratrem libri tres (A szónok; három könyv Quintus bátyjának)
- Az idősebb Cato (vagy) az öregségről (Cato maior de senectute)
- Az államról (De re publica)
- A törvényekről (De legibus)
- A végzetről (De fato)
- Brutus (Brutus);
- Tusculumi eszmecsere (Tusculanae disputationes)
- Philippicák

## Magyar fordítások

### 1849-ig
- Sztzipionak álma. Töredékdarab Markus Tullius Tzitzero az országlásról íratott hatodik könyvéből; magyarázta Miller Ferdinand Jakab; Bálent Ny., Nagyvárad, 1780
- Marcus Tullius Cicero nagyobbik Catoja, Laeliussa, Paradoxumai / Scipio álma; ford. Kovásznai Sándor; Református Collegium Ny., Kolozsvár, 1782
- Az embernek tisztéről és kötelességeiről a maga fiához írt három könyvei; ford. Kovásznai Sándor, sajtó alá rend. Engel Krisztián János; Wéber Ny., Pozsony, 1795
- Lélius vagy M. T. Cicero beszélgetése a barátságról; ford., tan. Virág Benedek; Trattner Ny., Pest, 1802
- Az idősb Kátó vagy M. T. Ciceronak beszélgetése az öregségről; ford., jegyz. Virág Benedek; Trattner Ny., Pest, 1803
- Markus Tullius Tzitzero ki válogatott levelei, mellyeket a tanuló ifjúság hasznára magyar nyelvre fordított, ékes deák mondásokkal meg toldott Hegyi József; Grünn, Szeged, 1804
- Selectae epistolae / Válogatott levelek M. Tullius Ciceróból és K. Plinius Cecilius szekundusból; ford. Grosser Ker. János; Grünn, Szeged, 1816
- Beszédek, levelek és Scipio' álma; ford. Kazinczy Ferenc; Egyetemi ny., Budán, 1837 (Római classicusok magyar fordításokban)
- Marcus Tullius Cicero beszéde Manilius törvényjavaslata mellett a néphöz. Szónoklatilag taglalá s jegyzetité Pintér Endre; Mechitarista atyák bötüjivel, Bécs, 1846

### 1850–1919
- Cicero M. T. kiszemelt szónoklatai; ford. Sárváry Béla; Lampel, Pest, 1856–1881 (Ó-kori klassikusok. Római remekírók magyar fordításban)
  - 1. köt.; 1856
  - 7. köt.; 1881
- M. T. Cicero kiszemelt szónoklatai, 1-2.; ford., jegyz. életrajz Sárváry Béla; Lampel, Pest, 1856
- A kötelességekről; ford., jegyz., Szalay László; Hartleben, Pest, 1857
- Cicero összes levelei időrendes sorozatban; ford., jegyz. Fábián Gábor; Emich, Pest, 1861–1864
- Cicero vegyes munkái. Rhetoricumok és philosophicumok; ford., bev., jegyz. Fábián Gábor; Lampel, Pest, 1865
- Laelius: a barátságról; ford., bev., jegyz. Fábián Gábor; Lampel, Pest, 1868 (Ó-kori klassikusok. Római remekírók magyar fordításban)
- Cato Maior az öregségről; ford., bev., jegyz., Fábián Gábor; Lampel, Budapest, 1868 (Ó-kori klassikusok. Római remekírók magyar fordításban)
- Cato maior, De senectute. Görög és latin remekírók gyűjteménye (9). Lampel, Pest, 1870
- Cicero Catilina ellen tartott vádbeszédei; ford., jegyz., Dávid István; Stampfel, Pozsony, 1881
- Hiador: Cicero. Tanulmányok / Első vádbeszéd Catilina ellen; ford. Hiador [Jámbor Pál]; Schlesinger Ny., Szabadka, 1881
- Cicero Ligarius és M. Marcellus mellett mondott beszédei; ford., jegyz., Boros Gábor; Stampfel, Pozsony, 1882 (Tanulók könyvtára)
- Cicero Licinius Archias mellett tartott védőbeszéde; ford., jegyz., Boros Gábor; Stampfel, Pozsony, 1882 (Tanulók könyvtára)
- De imperio Cn. Pompeii / De lege Manilia / Pro P. Sulla, pro P. Sestio. 1-3. füz.; ford., jegyz., Némethy Géza; Stampfel, Pozsony, 1885–1889 (Tanulók könyvtára)
- A kötelességekről; ford., bev., jegyz. Csengery János; Akadémia, Budapest, 1885 (Görög és latin remekírók)
- Laelius a barátságról; ford. Némethy Géza; Franklin, Budapest, 1886 (Olcsó könyvtár)
- M. Tullius Ciceronak I. II. és XIV. Philippicája, 1-3.; ford. Bozóky Alajos; Hügel, Nagyvárad, 1887
- M. Tullius Cicero védbeszéde P. Sestius mellett / M. Tullius Cicero védbeszéde P. Cornelius Sulla mellett; ford. Bozóky Alajos; Lampel, Budapest, 1887 (Római remekírók magyar fordításban)
- Cicero M. Tullius válogatott levelei. 1-3. füz.; ford., jegyz. Bozóky Alajos; Hügel, Nagyvárad, 1888
- Cicero M. Tullius Első, második és tizennegyedik philippikája, 1-2.; ford., jegyz. Némethy Géza; Stampfel, Pozsony, 1890–1891
- Cicero leveleiből; ford. Kempf József; Lampel, Budapest, 1890
- Cicero M. Tullius Catilina ellen tartott beszédei; ford. Faragó János; Főiskolai Ny., Pápa, 1897
- Cato Maior az öregségről; ford., bev., jegyz. Fábián Gábor, jav. Latkóczy Mihály; Lampel, Budapest, 1898 (Magyar könyvtár)
- A legfőbb jóról és rosszról; szöveggond., ford., bev., jegyz. Némethy Géza; Franklin, Budapest, 1901 (Görög és latin remekírók)
- Cicero Negyedik beszéde Verres ellen. A műtárgyakról; ford. Zsámboki Gyula; Franklin, Budapest, 1903 (Jeles írók iskolai tára)
- Cicero Brutusa; ford., bev. jegyz. Posch Árpád; Franklin, Budapest, 1903 (Görög és latin remekírók)
- Cicero M. Tullius beszéde Verres ellen a műkincsekről (De signis); ford., bev., jegyz. Gurnesevics Lajos; Lampel, Budapest, 1903 (Magyar könyvtár)
- A kötelességekről, 1-3.; ford., jegyz., Dávid István; Stampfel, Pozsony, 1903–1908 (Tanulók könyvtára)
- Cicero beszéde Sextus Roscius Amerinus ügyében. 1. füz.; ford., jegyz., Reibner Márton; Stampfel, Budapest, 1905
- A Catilina elleni beszédek; ford., jegyz. Osztie József; Lampel, Budapest, 1906 (Magyar könyvtár)
- Cicero T. Annius Milo mellett mondott védőbeszéde; ford., jegyz. Székely István; Stampfel, Budapest, 1907 (Tanulók könyvtára)
- Marcus Tullius Cicero beszéde Lucius Manilius törvényjavaslata mellett; ford., bev., jegyz. Szidarovszky János; Lampel, Budapest, 1907 (Magyar könyvtár)
- Marcus Tullius Cicero beszéde Aulus Licinius Archias költő érdekében; ford., bev., jegyz. Szidarovszky János; Lampel, Budapest, 1908 (Magyar könyvtár)
- Cato Maior az öregségről; ford. Némethy Géza; Franklin, Budapest, 1916 (Olcsó könyvtár)

### 1920–1944
- "De imperio Cn. Pompeii" c. beszédének az első fele. Első 10 fejezet. A gimn. 5. osztályának anyaga; jegyz., szószerint ford. Pongrátz Elemér; Révai Ny., Budapest, 1921 (Bangó tanintézet könyvtára)
- De imperio Cn. Pompei oratio. 1-3. füz.; ford., jegyz., Füzesi Sándor; Aczél, Budapest, 1929
- Cicero L. Sergius Catilina ellen mondott első beszéde. 1-2. füz.; ford., jegyz., Waczulik László; Aczél, Budapest, 1929
- Marcus Tullius Cicero válogatott beszédei; szerk., jegyz. Édes Jenő; Franklin, Budapest, 1930
- Pro Archia poeta oratio; ford., jegyz., Füzesi Sándor; Aczél, Budapest, 1930 (Diákkönyvtár)
- Cicero Antonius ellen mondott első philippikája. 1-2. füz.; ford., jegyz. Füzesi Sándor; Aczél, Budapest, 1930
- Cicero Negyedik beszéde Verres ellen. De signis. I-III. füz.; ford., jegyz., Dankovits Béla; Aczél, Budapest, 1930 (Diákkönyvtár)
- In C. Verrem actio prima, 1-2.; ford., jegyz. Munkácsi Antal; Aczél, Budapest, 1940
- Szemelvények Cicero leveleiből. Praepatratio, fordítás, tárgyi és nyelvtani magyarázatok. 1.; ford. Merényi József; Aczél, Budapest, 1943 (Új tanulók könyvtára)

### 1945–1989
- Cicero válogatott művei; ford. Némethy Géza, összeáll., bev., jegyz. Trencsényi-Waldapfel Imre; Gondolat, Budapest, 1958
- Marcus Tullius Cicero válogatott művei; vál., utószó Havas László, ford. Boronkai Iván et al., jegyz. Deák Gyöngyi; Európa, Budapest, 1974
- Az istenek természete; ford., jegyz. Havas László, utószó Hahn István; Helikon, Budapest, 1985 (Prométheusz könyvek)
- Az öregségről; ford., előszó, jegyz. Szabó György; Kriterion, Bukarest, 1987 (Téka)

### 1990–
- Philippicák Marcus Antonius ellen; ford., utószó, jegyz. Maróti Egon; Európa, Budapest, 1990 (Az ókori irodalom kiskönyvtára)
- A végzetről; ford., utószó, jegyz. Szekeres Csilla; Európa, Budapest, 1992 (Az ókori irodalom kiskönyvtára)
- A lélek békéje. Szöveggyűjtemény Cicero és Seneca műveiből; ford. Maróti Egon, Révay József; Interpopulart, Szentendre, 1993 (Populart füzetek)
- Az állam; ford., tan., jegyz. Hamza Gábor / Somnium Scipionis [Scipio álma]; ford. Havas László; Akadémiai, Budapest, 1995
- Antik szkepticizmus. Cicero- és Sextus Empiricus-szövegek; összeáll., bev. Kendeffy Gábor, ford., jegyz. Kendeffy Gábor, Lautner Péter; Atlantisz, Budapest, 1998 (A kútnál)
- Marcus Tullius Cicero M. Caelius védelmében mondott beszéde; ford., sajtó alá rend. Nótári Tamás; JATE Történész Diákkör, Szeged, 1999 (Documenta historica)
- Marcus Tullius Cicero Q. Ligarius érdekében mondott beszéde; ford., sajtó alá rend., bev. Nótári Tamás; JATEPress, Szeged, 2001 (Documenta historica)
- A jóslásról; ford., jegyz., utószó Hoffmann Zsuzsanna; Belvedere Meridionale, Szeged, 2001 (Belvedere segédkönyvtár)
- Négy védőbeszéd / Lucius Lucinius Murena védelmében / Marcus Caelius Rufus védelmében / Deiotarus király védelmében / Quintus Ligarius védelmében; ford., jegyz., bev. Nótári Tamás, előszó Hamza Gábor; Lectum, Szeged, 2004
- Tusculumi eszmecsere; ford. Vekerdi József; Allprint, Budapest, 2004
- A legfőbb jóról és rosszról; ford. Vekerdi József, bev., jegyz. Némethy Géza; Kairosz, Budapest, 2007
- A törvények; ford., jegyz. Simon Attila, utószó Havas László; DE ÁJK–Gondolat, Debrecen–Budapest, 2008 (Gondolat. Debreceni Egyetem Állam- és Jogtudományi Karának kiadványai)
- Válogatott védőbeszédek, 1-2.; ford., jegyz., bev. Nótári Tamás, előszó Maróti Egon; Lectum, Szeged, 2009
- Marcus Tullius Cicero összes perbeszédei; ford., jegyz., bev. Nótári Tamás; Lectum, Szeged, 2010
- Válogatott vádbeszédek; ford., jegyz., bev. Nótári Tamás, előszó Maróti Egon; Lectum, Szeged, 2010
- Válogatott perbeszédek; ford., jegyz., bev. Nótári Tamás; Lectum, Szeged, 2011
- Cicero összes retorikaelméleti művei; szerk. Adamik Tamás, ford., jegyz. Adamik Tamás et al.; Kalligram, Pozsony, 2012
- A legfőbb jóról és rosszról I-II. Latinul és magyarul / De finibus bonorum et malorum; ford., jegyz., utószó Szekeres Csilla; Debreceni Egyetemi, Debrecen, 2012
- Caesarianae. Marcus Tullius Cicero beszédei Caesar mint bíró előtt / Marcus Claudius Marcellus érdekében / Quintus Ligarius védelmében / Deiotarus király védelmében; ford., jegyz., bev. Nótári Tamás; Lectum, Szeged, 2013
- Piso ellen; ford., tan., jegyz. Pap Levente; Erdélyi Múzeum-Egyesület, Kolozsvár, 2015
- Cicero: Az állam (De re publica); fordította, a bevezető tanulmányt és a jegyzeteket írta Hamza Gábor. A Somnium Scipionist és a versidézeteket fordította Havas László. Negyedik, javított utánnyomás, Akadémiai Kiadó, Budapest, 2016. 218 o.
- Levelek. Kr. e. 45-44; ford. Havas László, Óbis Hajnalka; KRE–L'Harmattan, Budapest, 2021 (Károli könyvek. Műfordítás, forrás)
- Nótári Tamás: Marcus Tullius Cicero összes beszédei, Lectum, Szeged, 2021

## Egyéb

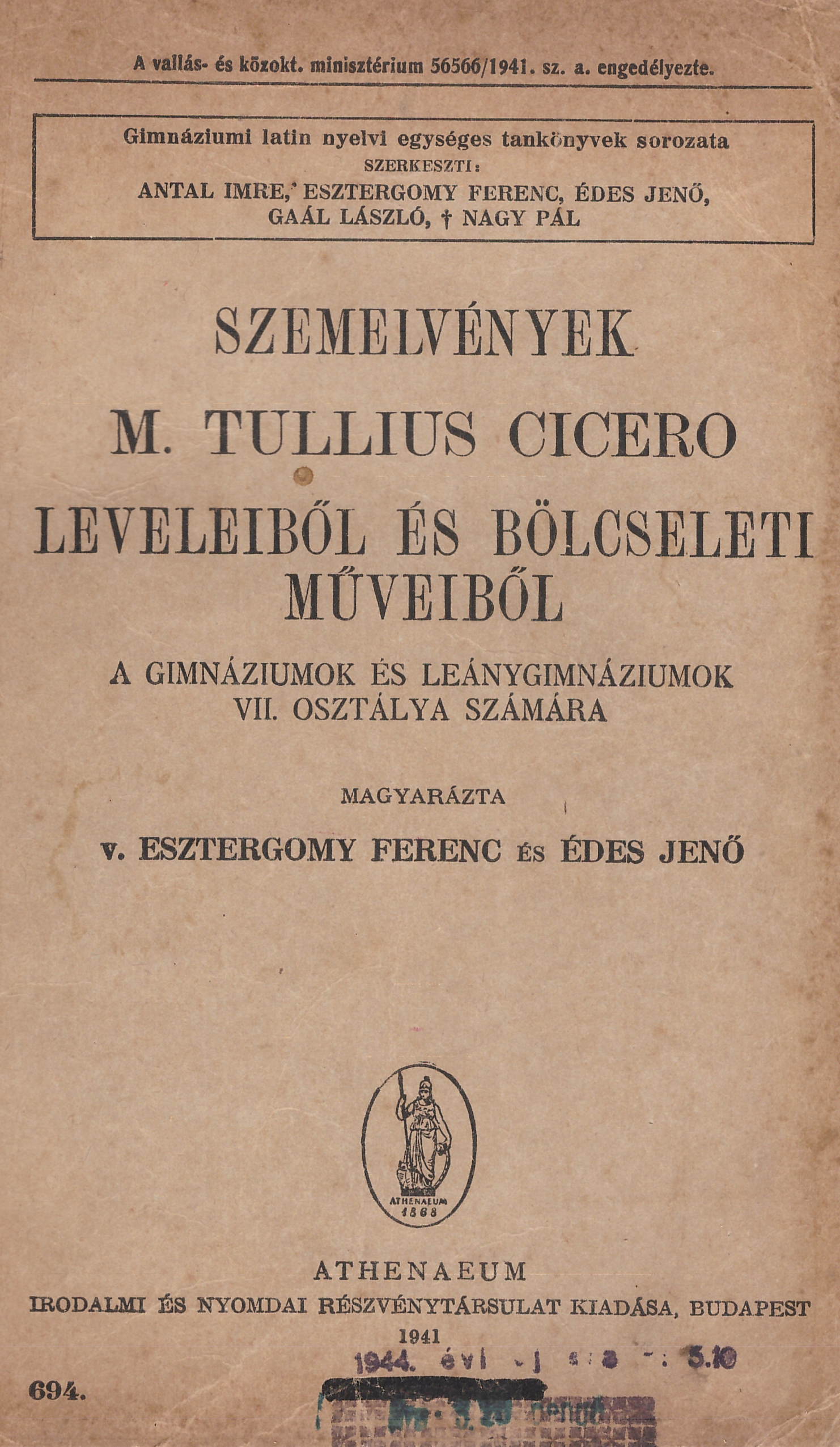
Szemelvények Cicero műveiből (1941-es kiadás)

- Létezik egy Cicero nevű betűtípus is. Ez nevét onnan nyerte, hogy Sweynheym és Pannartz, 1467-ben Rómában ezen betűnemmel nyomtatták először Cicero leveleit. A C. betűtörzse tizenkét tipográfiai pont vastagságú.
- Az említett betűtípus után a nyomdászatban cicerónak[11] hívják a 12 tipográfiai pontnyi (a hazánkban használt Didot-Berthold rendszerben 4,5 mm) egységet. Ez az egység – főleg a magasnyomtatás fénykorában – az általánosan használt alapegység volt.[12]
- A nevéről elkeresztelt, középiskolás tanulók számára rendezett latin nyelvi tanulmányi verseny döntőjét Cicero szülőhelye közelében, az Olaszországi Arpinóban szokás tartani.
- Cicero rabszolgája, Tiro találta ki a gyorsírás részben ma is használt jeleit
- A legfőbb jóról és rosszról című értekezéséből származik a tipográfiában használt semleges vakszöveg, azaz értelmétől megfosztott, de értelmesnek látszó karaktersor, a Lorem ipsum, amit a betűkép ellenőrzésére, szövegtömbök folthatására használnak.[13]